# Law & Order: UK
Law & Order: UK is een Britse dramaserie, een spin-off van de Amerikaanse Law & Order. Het programma wordt gefinancierd door de productiebedrijven Kudos Film and Television, Wolf Films en NBC Universal. Hoofdschrijver en regisseur Chris Chibnall baseerde de eerste serie van afleveringen op de scripts en afleveringen van de andere Law & Order-serie. In de serie spelen onder andere Bradley Walsh, Jamie Bamber, Harriet Walter, Ben Daniels, Freema Agyeman en Bill Paterson. Het is de eerste Amerikaanse dramaserie die is aangepast voor de Britse televisie.
De serie speelt zich af in Londen en volgt de formule van het origineel. De eerste twee actes concentreren zich op het plegen van een misdrijf en het daaropvolgende politieonderzoek (meestal afgesloten met een arrestatie), terwijl de laatste twee actes de juridische en gerechtelijke procedures volgt in een poging om de verdachte te veroordelen. De serie concentreert zich niet op de achtergrond of sociale levens van de personages, maar op hun leven op het werk.

## Rolverdeling

### Politie
| Rol              | Acteur          | Beroep          | Seizoen(en) |
| ---------------- | --------------- | --------------- | ----------- |
| Ronnie Brooks    | Bradley Walsh   | rechercheur     | 1 - 8       |
| Matt Devlin      | Jamie Bamber    | rechercheur     | 1 - 5       |
| Sam Casey        | Paul Nicholls   | rechercheur     | 6 - 7       |
| Joe Hawkins      | Doc Brown       | rechercheur     | 8           |
| Natalie Chandler | Harriet Walter  | hoofd recherche | 1 - 6       |
| Wes Leyton       | Paterson Joseph | hoofd recherche | 7 - 8       |

### Openbaar Ministerie
| Rol             | Acteur         | Beroep                           | Seizoen(en) |
| --------------- | -------------- | -------------------------------- | ----------- |
| George Castle   | Bill Paterson  | officier van justitie            | 1 - 4       |
| Henry Sharpe    | Peter Davison  | officier van justitie            | 5 - 8       |
| James Steel     | Ben Daniels    | eerste hulpofficier van justitie | 1 - 4       |
| Jake Thorne     | Dominic Rowan  | eerste hulpofficier van justitie | 5 - 8       |
| Alesha Phillips | Freema Agyeman | hulpofficier van justitie        | 1 - 6       |
| Kate Barker     | Georgia Taylor | hulpofficier van justitie        | 7 - 8       |

## Afleveringen
| Seizoen | Datum eerste aflevering | Datum laatste aflevering | Aantal afleveringen |
| ------- | ----------------------- | ------------------------ | ------------------- |
| 1       | 23 februari 2009        | 6 april 2009             | 7                   |
| 2       | 11 januari 2010         | 15 februari 2010         | 6                   |
| 3       | 9 september 2010        | 21 oktober 2010          | 7                   |
| 4       | 21 maart 2011           | 11 april 2011            | 6                   |
| 5       | 11 juli 2011            | 14 augustus 2011         | 6                   |
| 6       | 6 januari 2012          | 17 februari 2012         | 7                   |
| 7       | 14 juli 2013            | 18 augustus 2013         | 6                   |
| 8       | 12 maart 2014           | 11 juni 2014             | 8                   |